# Самјуел Сегерс
Самјуел Сегерс (енгл. Samuel Seghers; 12. септембар 1994) папуански је пливач чија ужа специјалност су спринетрске трке слободним и делфин стилом. 

## Спортска каријера
Сегерс је успешно дебитовао за репрезентацију Папуе Нове Гвинеје на Пацифичким играма 2015. у Порт Морезбију, а потом је учествовао и на Светском првенству у Казању. Пливао је и на светским првенствима у Будимпешти 2017 (62. место на 100 слободно и 59. на 200 слободно) и Квангџуу 2019 (76. на 50 слободно, 82. на 100 слободно, 29. место на 4×100 мешовито микс и 30. место на 4×100 слободно микс).